# Höträsket (Nederluleå socken, Norrbotten, 731348-177982)
Höträsket är en sjö i Luleå kommun i Norrbotten och ingår i Altersundets huvudavrinningsområde. Sjön har en area på 0,0821 kvadratkilometer och ligger 7 meter över havet. Sjön avvattnas av vattendraget Flarkån.

## Delavrinningsområde
Höträsket ingår i det delavrinningsområde (731306-178081) som SMHI kallar för Mynnar i Persöfjärden. Medelhöjden är 20 meter över havet och ytan är 17,07 kvadratkilometer. Det finns inga avrinningsområden uppströms utan avrinningsområdet är högsta punkten. Flarkån som avvattnar avrinningsområdet har biflödesordning 2, vilket innebär att vattnet flödar genom totalt 2 vattendrag innan det når havet efter 15 kilometer. Avrinningsområdet består mestadels av skog (69 procent) och sankmarker (17 procent). Avrinningsområdet har 0,09 kvadratkilometer vattenytor vilket ger det en sjöprocent på 0,5 procent.